# Música de vanguardia
La Música de vanguardia es la que se considera la punta de lanza de la innovación en este campo, el término "vanguardismo" implica una crítica de las convenciones estéticas existentes, rechazo del statu quo a favor de elementos únicos y originales y la idea de desafiar y alienar deliberadamente a las audiencias. La música de vanguardia se puede distinguir de la música experimental por la manera en que adopta una posición extrema dentro de una cierta tradición, mientras que la música experimental está fuera de esa tradición.

### Avant-pop
El avant-pop es música popular que es vanguardista, nueva y distinta de los estilos anteriores, pero que conserva una accesibilidad inmediata para el oyente. El término implica una combinación de sensibilidades de vanguardia con elementos existentes de la música popular al servicio de visiones artísticas novedosas o idiosincrásicas.
"Avant-pop" se ha utilizado para etiquetar la música que equilibra enfoques experimentales o de vanguardia con elementos estilísticos de la música popular y que explora las convenciones dominantes de estructura o forma. El escritor Tejumola Olaniyan describe la "música avant-pop" como una transgresión de "los límites de los estilos establecidos, los significados a los que esos estilos hacen referencia y las normas sociales que apoyan o implican".  El escritor musical Sean Albiez describe el "avant-pop" como la identificación de artistas idiosincrásicos que trabajan en "un espacio liminal entre la música clásica contemporánea y los muchos géneros musicales populares que se desarrollaron en la segunda mitad del siglo XX". Señaló la base del avant-pop en el experimentalismo, así como su incorporación posmoderna y no jerárquica de géneros variados como el pop, la electrónica, el rock, la música clásica y el jazz. 
Paul Grimstad de The Brooklyn Rail escribe que el avant-pop es música que "reordena" los elementos de la estructura de la canción "de modo que (a) no se pierde nada del encanto de la melodía, pero (b) esta misma accesibilidad lleva a uno a toparse con elementos más extraños soldados al diseño". El Tribeca New Music Festival define el "avant-pop" como "música que extrae su energía tanto de la música popular como de las formas clásicas".  El término ha sido utilizado en otros lugares por el crítico literario Larry McCaffery para describir "los talentos literarios más radicales y subversivos de la nueva ola posmoderna". 
En la década de 1960, cuando la música popular comenzó a ganar importancia cultural y a cuestionar su condición de entretenimiento comercial, los músicos comenzaron a buscar inspiración en la vanguardia de la posguerra. En 1959, el productor musical Joe Meek grabó I Hear a New World (1960), que Jonathan Patrick de Tiny Mix Tapes llama un "momento seminal tanto en la música electrónica como en la historia del vanguardismo [...] una colección de viñetas pop de ensueño, adornadas con ecos dub y zarcillos sónicos deformados por cintas" que serían en gran medida ignorados en ese momento.  Otras producciones tempranas de avant-pop incluyeron la canción de The Beatles de 1966 "Tomorrow Never Knows", que incorporó técnicas de la música concreta]], la composición de vanguardia, la [[música india y la manipulación del sonido electroacústico en un formato pop de 3 minutos, y la integración de The Velvet Underground de las ideas de música minimalista y drone de La Monte Young, la poesía beat y el arte pop de los años 60.
A finales de los años 60 en Alemania, una escena de avant-pop experimental denominada "krautrock" vio a artistas influyentes como Kraftwerk, Can y Tangerine Dream inspirarse en el minimalismo, la música académica alemana y el pop-rock angloamericano. Según David McNamee de The Quietus, el álbum An Electric Storm de 1968, grabado por el grupo de música electrónica The White Noise (con miembros del BBC Radiophonic Workshop del Reino Unido), es una "obra maestra indiscutible del avant-pop temprano". En la década de 1970, el rock progresivo y la música post-punk verían nuevas fusiones de avant-pop, incluido el trabajo de Pink Floyd, Genesis, Henry Cow, This Heat y Pop Group. Entre los artistas de avant-pop más contemporáneos se incluyen David Sylvian, Scott Walker y Björk, cuya experimentación vocal y modos de expresión innovadores los han visto ir más allá de las normas de la música pop comercial. 
Otros que han sido reconocidos como pioneros del avant-pop incluyen a Lou Reed de Velvet Underground, la cantante Kate Bush, la artista de performance Laurie Anderson, el músico de pop artístico Spookey Ruben y Eric Copeland de Black Dice. A partir de 2017, los artistas contemporáneos que trabajan en áreas de avant-pop incluyen a Julia Holter, Holly Herndon y Oneohtrix Point Never.
En 1979, Andrew Stiller de The Buffalo News escribió sobre dos vertientes separadas;  "El pop de vanguardia", teorizó, comprendía la música new wave y grupos como Brian Eno, Devo y Talking Heads, mientras que el "pop de vanguardia", consideró, era "una popularización de la indeterminación y la electrónica tan extendida entre los compositores clásicos hace una década". Contó obras recientes de Vangelis, Heldon y Bruce Ditmas como ejemplos de esto último, y escribió que se originó en las "nociones de amateurismo universal" de la contracultura de los años 1960 con piezas como "Horse Latitudes" de The Doors (1967), "Revolution 9" de los Beatles (1968) y, más tarde, las improvisaciones en solitario de Terry Riley.

## Diferencias
La música de vanguardia se puede distinguir de la música experimental por la manera en la que adopta una posición extrema dentro de una tradición, mientras que la música experimental se sitúa fuera de la tradición. En un sentido histórico algunos musicólogos usan el término "música de vanguardia" para las composiciones radicales que siguieron a la muerte de Anton Webern en 1945. aunque otros discrepan. Por ejemplo, Ryan Minor escribe que este período empieza con el trabajo de Richard Wagner, mientras que Edward Lowinsky cita a Josquin des Prez. El término se puede usar también para cualquier tendencia posterior a 1945 de música modernista no definible como música experimental, aunque a veces incluye un tipo de música experimental caracterizado por el rechazo de la tonalidad Un ejemplo citado comúnmente es 4'33" de John Cage (1952) una pieza que instruye al intérprete(s) a no tocar su instrumento(s) durante toda su duración. La pieza ha sido descrito como “no un 'trabajo' musical en sentido normal, sólo es una ocasión para una meditación Zen.”
Aunque alguna música modernista es también música de vanguardia, se puede hacer una distinción entre las dos categorías. De acuerdo al erudito Larry Sitsky, como el propósito de la música de vanguardia es necesariamente la crítica política, social y cultural para que desafíe los valores sociales y artísticos provocando o aguijoneando al público, compositores como Igor Stravinsky, Richard Strauss, Arnold Schoenberg, Anton Webern, George Antheil y Claude Debussy pueden ser considerados razonablemente como vanguardistas en sus trabajos más tempranos (lo que se puede entender como provocador, quisieran o no los compositores seguir este camino), pero Sitsky no considera la etiqueta apropiada para su música más tardía.. Por ejemplo, los modernistas del período posterior a la II Guerra Mundial, como Milton Babbitt, Luciano Berio, Elliott Carter, György Ligeti y Witold Lutosławski, nunca concibieron su música con el propósito de aguijonear a la audiencia y no pueden, por lo tanto, ser clasificados como vanguardistas. Compositores como John Cage y Harry Partch, por el contrario, se mantuvieron como vanguardistas durante toda su carrera creativa
Una características prominente de la música de vanguardia es su ruptura con diversas reglas y regulaciones de la cultura tradicional, para trascender los principios creativos establecidos y los hábitos de apreciación. La música de vanguardia persigue la novedad en la forma y el estilo musical, insistiendo en que el arte está por encima de cualquier cosa; de este modo crea un mundo sonoro trascendental y misterioso. La sugerencia, la metáfora, el símbolo, la asociación, la imaginería la sinestesia y la percepción son ampliamente usada en las técnicas de la música de vanguardia para excavar el misterio del corazón humano y el flujo de la conciencia, de modo que muchos eventos aparentemente no relacionados pero esencialmente muy importantes se entrelazan en estructuras y formas de múltiples niveles.

## Música popular
La música popular, por definición, está diseñada para la cultura popular. Los años 60 vieron una ola de experimentación de vanguardia en el jazz, representada por artistas como Ornette Coleman, Sun Ra, Albert Ayler, Archie Shepp, John Coltrane y Miles Davis. En la música rock de los 70 el art rock fue generalmente entendido como "agresivamente de vanguardia" o "pretenciosamente progresiva". Los artistas post-punk de los últimos 70 rechazan las tradicionales sensibilidades del rock en favor de la estética vanguardista. En 1988 el escritor Greg Tate describió la música hip hop como "la única vanguardia que existe, que sigue brindando el impacto de lo nuevo."